# Flashdance (canción de Deep Dish)
«Flashdance» es el título de la canción del dúo de música house Deep Dish, en la que cuenta con las voces de Anousheh Khalili. Se lanzó el 23 de agosto de 2004 como el primer sencillo de su segundo álbum de estudio George Is On, editado en 2005. Contiene el sample de la canción de 1983, «He's a Dream» interpretada por la cantante estadounidense Shandi Sinnamon, incluido en la banda sonora de la película Flashdance. El video musical fue dirigido por Paul Minor.
La canción recibió críticas positivas y está considerada como la más conocida de la banda. Se convirtió en un éxito en varios países obteniendo la tercera ubicación en la lista de sencillos del Reino Unido y el número 5 en los Países Bajos, como así también, recibió el disco de oro en Australia.
La versión remezclada por David Guetta y Joachim Garraud fue nominada al premio Grammy en la categoría mejor grabación remezclada, no clásica.
Un mash-up realizado por el DJ canadiense Sultan, entre "Flashdance" y "Money for Nothing" de Dire Straits fue incluida en una edición especial del álbum George Is On.

## Lista de canciones
| Vinilo de 12" |                                   |          |  |
| N.º           | Título                            | Duración |  |
| 1.            | «Flashdance» (Club Mix)           | 11:14    |  |
| 2.            | «Flashdance» (Flashbeats Dub Mix) | 5:37     |  |
| 3.            | «Flashdance» (Radio Mix)          | 3:58     |  |

| Estados Unidos — Sencillo en CD |                                                          |          |  |
| N.º                             | Título                                                   | Duración |  |
| 1.                              | «Flashdance» (Radio Edit)                                | 4:00     |  |
| 2.                              | «Flashdance» (Original Club Mix)                         | 11:10    |  |
| 3.                              | «Flashdance» (Skylark Remix)                             | 10:44    |  |
| 4.                              | «Flashdance» (Raúl Rincón Remix)                         | 7:49     |  |
| 5.                              | «Flashdance» (Guetta & Garraud F*** Me I'm Famous Remix) | 9:17     |  |
| 6.                              | «Flashdance» (Meat Katie Remix)                          | 6:35     |  |
| 7.                              | «Flashdance» (Meat Katie Dub)                            | 6:19     |  |

| Reino Unido — Sencillo en CD |                                                              |          |  |
| N.º                          | Título                                                       | Duración |  |
| 1.                           | «Flashdance» (Radio Edit)                                    | 3:12     |  |
| 2.                           | «Flashdance (Original Club Mix)» (UK Radio Version)          | 7:49     |  |
| 3.                           | «Flashdance» (Skylark Remix)                                 | 10:42    |  |
| 4.                           | «Flashdance» (Raúl Rincón Remix)                             | 7:46     |  |
| 5.                           | «Flashdance» (The Guetta & Garraud F*** Me I'm Famous Remix) | 9:17     |  |
| 6.                           | «Flashdance» (Meat Katie Remix)                              | 6:33     |  |

## Posicionamiento en listas y certificaciones
| Lista (2004–05)                             | Mejor posición |
| ------------------------------------------- | -------------- |
| Alemania (Offizielle Deutsche Charts)       | 63             |
| Australia (ARIA)                            | 14             |
| Australia (ARIA Club Chart)                 | 1              |
| Austria (Ö3 Austria Top 40)                 | 55             |
| Bélgica (Flandes) (Ultratop 50)             | 25             |
| Bélgica (Valonia) (Ultratip Bubbling Under) | 3              |
| Escocia (Scottish Singles Sales Chart)      | 3              |
| España (Top 100 Canciones)                  | 6              |
| Estados Unidos (Hot Dance Club Songs)       | 36             |
| Estados Unidos (Hot Dance Singles Sales)    | 8              |
| Eurochart Hot 100                           | 10             |
| Francia (SNEP)                              | 33             |
| Grecia (IFPI)                               | 7              |
| Hungría (Single Top 40)                     | 9              |
| Irlanda (Irish Singles Chart)               | 14             |
| Italia (FIMI)                               | 49             |
| Países Bajos (Dutch Top 40)                 | 5              |
| Reino Unido (UK Singles Chart)              | 3              |
| Reino Unido (UK Dance Chart)                | 1              |
| Rumania (Romanian Top 100)                  | 20             |
| Suiza (Schweizer Hitparade)                 | 89             |

| País        | Lista (2004)            | Posición |
| ----------- | ----------------------- | -------- |
| Australia   | ARIA Club Tracks        | 2        |
| Reino Unido | Official Charts Company | 67       |

| País         | Lista (2005)       | Posición |
| ------------ | ------------------ | -------- |
| Australia    | ARIA Singles Chart | 82       |
| Países Bajos | Nederlandse Top 40 | 84       |

### Certificaciones
| País      | Organismo certificador | Certificación | Ventas | Ref.  |
| --------- | ---------------------- | ------------- | ------ | ----- |
| Australia | ARIA                   | Disco de Oro  | 35 000 | [ 5 ] |

## Créditos
Créditos adaptados a partir de las notas del sencillo.
- Ingeniería de sonido: Matt Nordstrom
- Guitarra: John Allen
- Producción, ingeniería: Deep Dish
- Programación: Ali Shirazinia, Sharam Tayebi
- Voces: Anousheh Khalili
- Compositores: Ronald Magness, Shandi Sinnamon